# Climat de New Delhi
Cet article traite du climat de New Delhi, la capitale de l'Inde. La ville se situe sur une zone de chevauchement entre un climat subtropical humide influencé par la mousson (type Cwa) et un climat semi-aride (type BSh), avec de fortes variations entre les températures et les précipitations estivales et hivernales.
L'été commence début avril et culmine fin mai ou début juin, avec des températures moyennes proches de 38 °C (100 °F) bien que des vagues de chaleur occasionnelles puissent entraîner des maximales proches de 45 °C (113 °F) certains jours et donc des températures ressenties plus élevées. La mousson commence fin juin et dure jusqu'à la mi-septembre, avec environ 797,3 mm (31.39 pouces) de pluie. Les températures moyennes tournent autour de 29 °C (84 °F), bien qu'elles puissent varier d'environ 25 °C (77 °F) les jours de pluie et jusqu'à 32 °C (90 °F) pendant les périodes de sécheresse. Les moussons diminuent fin septembre et la saison post-mousson se poursuit jusqu'à fin octobre, avec des températures moyennes glissant de 29 à 21 °C (84 à 70 °F).
L'hiver commence en novembre et culmine en janvier, avec des températures moyennes autour de 6–7 °C (43–45 °F). La proximité de New Delhi avec l'Himalaya entraîne des vagues de froid avec un effet de refroidissement éolien. New Delhi est connue pour ses brouillards épais et sa brume pendant la saison hivernale. En décembre, la visibilité réduite entraîne des perturbations du trafic routier, aérien et ferroviaire. L'hiver se termine la première semaine de mars.
Les températures extrêmes varient de −2.2 à 48.4 °C (28.0 à 119.1 °F).

## Aperçu de la distribution saisonnière
- Printemps : février, mars ; journées chaudes, nuits fraîches, agréables ; humidité faible à modérée; précipitations modérées
- Eté : avril, mai ; chaud à très chaud; humidité très faible à modérée; faibles précipitations
- Mousson (pluie) : juin, juillet, août, septembre ; chaud, agréable pendant les pluies ; humidité élevée à très élevée; fortes précipitations
- Automne : octobre, novembre ; journées chaudes, nuits fraîches, agréables; faible taux d'humidité; faibles précipitations
- Hiver : décembre, janvier ; journées fraîches, nuits froides; humidité modérée; précipitations moyennes

## Saisons
New Delhi se trouve dans les plaines indo-gangétique du sous-continent indien. Son climat est fortement influencé par sa proximité avec l'Himalaya et le désert du Thar, ce qui lui fait subir les deux extrêmes météorologiques. New Delhi a 5 saisons distinctes, à savoir. Printemps, été, mousson, automne et hiver. D'une manière générale, New Delhi a des étés longs et torrides (subdivisés en saisons d'été et de mousson), des hivers courts et froids et deux épisodes de saisons de transition agréables. Les deux modèles de vent les plus importants qui influencent le climat de New Delhi sont la perturbation occidentale (humidité issue de l'évaporation de la mer Méditerranée, de la mer Caspienne et de la mer Noire) et la mousson.

### Printemps
Vers la mi-février, le climat de New Delhi connaît une autre transition, cette fois de l'hiver à l'été. Le printemps ainsi nommé se caractérise par des journées chaudes, des nuits fraîches et une ambiance sèche. Les pluies de printemps sont une caractéristique de cette saison. Ces pluies peuvent être accompagnées de grêle et peuvent être abondantes. Les températures moyennes augmentent lentement et progressivement à mesure que la direction du vent passe du nord-ouest au sud-ouest, se réchauffant ainsi. Vers la fin du printemps/début de l'été, la variation entre les températures du matin et de l'après-midi dans une journée devient considérable, et peut souvent être supérieure à 20 °C (68 °F), avec un maximum s'élevant jusqu'au milieu des 30 °C (93–97 °F) et minimum au milieu des 10 °C (57–61 °F). Le printemps se termine vers la seconde moitié de mars et les températures diurnes dépassent 30 °C (86 °F), marquant le venue prochaine de l'été.

### Été
L'été commence début avril et se poursuit jusqu'à la mi-juin, avec un pic de chaleur fin mai/début juin. Il se caractérise par une chaleur extrême, une faible humidité, des vents très chauds et des orages. La proximité de New Delhi avec le désert du Thar entraîne des vents continentaux chauds et secs appelés Loo, soufflant parfois sur tout le continent ouest-asiatique et rendant les journées encore plus chaudes et sèches. Étant donné que la perturbation occidentale se déplace vers l'est (à l'origine des événements cycloniques dans les zones côtières de l'est) à cette période de l'année, le vent n'est pas chargé d'humidité. L'air reste donc sec pendant la journée. Pendant la majeure partie de sa saison estivale, New Delhi a un climat semi-aride. La ville connaît une poussée de température diurne vers début avril, alors que les nuits restent encore agréables. Vers la fin d'avril ou début mai, les températures maximales dépassent 40 °C (104 °F) et l'ambiance reste très sèche. Les températures nocturnes franchissent le 20 °C (68 °F) vers la fin d'avril. Mai est le mois le plus chaud de New Delhi pendant lequel les températures peuvent atteindre 45 °C (113 °F). Ce mois est caractérisé par des orages fréquents. Les tempêtes de sable sont une autre caractéristique de l'été de New Delhi, et peuvent être sévères et destructrices lorsqu'elles sont accompagnées de vents forts, en particulier sous les cumulonimbus. Celles-ci sont dues à la poussière fine apportée par les vents chauds arrivant du désert. Ils diminuent la visibilité en faisant apparaître les environs en jaune pâle, font légèrement baisser les températures et sont généralement suivis d'orages. Après la mi-juin, les températures commencent à baisser lentement, tandis que l'humidité augmente progressivement. Une caractéristique visuelle de l'été à New Delhi est la floraison estivale, en particulier les bougainvilliers en fleurs, les Cassia, les Delonix, les Albizzia et les Jacarandas, qui sont spectaculaires lorsqu'ils fleurissent complètement pendant ce pic de l'été en mai.

### Mousson
Les vents de mousson arrivent à New Delhi vers la fin juin ou la première semaine de juillet. L'arrivée de vents du sud-ouest chargés d'humidité, provenant de la mer d'Arabie, marque le début de la saison humide à New Delhi. Cette saison est marquée par des niveaux élevés d'humidité et de chaleur. Les températures diurnes descendent en dessous de 40 °C (104 °F) lorsque l'humidité monte soudainement. Juillet est marqué par une forte chaleur et relativement moins de précipitations (par rapport à août). Cette transition d'une chaleur torride à une chaleur étouffante entre juin et juillet rend ces derniers très inconfortables. Août est le mois le plus humide de New Delhi. La chaleur est considérablement réduite et il fait relativement plus frais pendant la majeure partie du mois. Il y a une formation dense de nuages dans le ciel et au moins une semaine de précipitations distinctes et très fortes. En septembre, la quantité et la fréquence des précipitations diminuent, bien que l'humidité reste élevée. Vers la fin septembre, la teneur en humidité de l'air commence à baisser et la mousson se termine début octobre.

### Automne
La fin de la mousson marque l'arrivée d'une saison de transition. L'automne arrive au début ou à la mi-octobre et est marqué par une ambiance très sèche, des journées chaudes et des nuits agréables. Les températures maximales diurnes descendent en dessous de 30 °C (86 °F). La température minimale descend en dessous de 20 °C (68 °F). En automne, la direction du vent commence à changer du sud-ouest au nord-ouest. Une autre caractéristique de la saison d'automne de New Delhi est la pollution de l'air causée par le brûlage des chaumes  par les agriculteurs des États voisins depuis 2002. Vers la fin de l'automne/début de l'hiver, la variation entre les températures du matin et de l'après-midi dans une journée devient considérable, et peut souvent être supérieure à 20 °C (68 °F), avec un minimum de chute à moins de 10 °C (50 °F) et un maximum toujours légèrement inférieur à 30 °C (86 °F). Cette saison se termine début novembre.

### Hiver
L'hiver arrive à New Delhi début novembre. Bien que généralement pas froid au début, décembre devient soudainement froid dans lsa seconde moitié, alors que les vents froids du nord-ouest de l'Himalaya commencent à balayer les plaines indo-gangétique. Ces vagues de froid sont causées par une dépression créée par les perturbations occidentales, qui apportent une couverture nuageuse et des pluies hivernales aux plaines et provoquent aux chutes de neige dans le sous-continent indien du nord-ouest. Début janvier, lorsque l'hiver culmine à New Delhi, les températures minimales plongent aux alentours de 0 °C (32 °F), et rester toujours inférieures à 15 °C (59 °F). Lorsque la température minimale s'aventure très près du 0 °C (32 °F), New Delhi assiste à des gelées blanches. La neige est une impossibilité pratique pour New Delhi (et le reste des plaines indo-gangétique) en raison de la nature très sèche de son hiver - les conditions les plus froides se produisent sous un ciel clair lorsque des vents glacés se précipitent de l'Himalaya, et une couverture nuageuse (ce qui est nécessaire pour causer chutes de neige) réchauffe plutôt la ville en piégeant la chaleur, éliminant ainsi toute possibilité de neige. L'hiver de New Delhi est marqué par un brouillard et une brume très denses, qui réduisent considérablement la visibilité et rendent les jours plus froids en coupant la lumière du soleil. Dans le scénario inverse, les vents froids du nord-ouest venant de la partie supérieure de l'Himalaya soufflant sur la ville rendent les journées plus froides, malgré le soleil et les nuits plus froides. Après la mi-janvier, les températures moyennes commencent à augmenter très progressivement, bien que la hausse soit presque contenue par les vents froids du nord-ouest qui résultent des très fortes chutes de neige qui se produisent dans l'Himalaya pendant cette partie du mois. Il peut pleuvoir vers la fin janvier et les précipitations sont généralement accompagnées de grêle, entraînant une légère augmentation des températures minimales en raison de la couverture nuageuse. Les températures maximales franchissent à nouveau 20 °C (68 °F) et les jours deviennent agréables. À la mi-février ou un peu au-delà, les températures minimales franchissent le 10 °C (50 °F) et les jours commencent à se réchauffer progressivement, marquant la fin de l'hiver. New Delhi peut parfois avoir une saison froide prolongée, s'étendant jusqu'en mars,.

## Données climatiques
Des records de température pour New Delhi existent pour une période d'un peu plus de 100 ans. La température la plus basse jamais relevée au cours de cette période est de −2.2 °C (28.0 °F), enregistré le 11 janvier 1967 par le Service météorologique indien. La température la plus élevée jamais relevée au cours de la même période est de 48.4 °C (119.1 °F), enregistré le 26 mai 1998, à nouveau par le Service météorologique indien,.

## Stations météorologiques
New Delhi dispose de deux stations de surveillance météorologique, l'une à Safdarjung à l'intérieur de la ville principale et l'autre à Palam à sa périphérie près de l'aéroport international Indira-Gandhi. Les lectures à la gare de Safdarjung sont prises comme celles de la ville, tandis que les lectures à la gare de Palam sont prises comme celles de l'aéroport.

## Variation de la durée du jour
Située à 28°36′36″ de latitude N, New Delhi se trouve à quelques latitudes au nord du tropique du Cancer. En tant que telle, la rotation de la terre a un effet sur la durée du jour de la ville, qui se raccourcit pendant les hivers et s'allonge pendant les étés. Entre les deux solstices, la durée du jour de New Delhi change d'environ 4 heures, décalée d'environ 2 heures chacun au lever et au coucher du soleil,.
 